# Палмера (архіпелаг)
Архіпелаг Палмера (англ. Palmer Archipelago) — архіпелаг біля берегів Антарктиди, на південь від Південних Шетландських островів .
Включає острова Брабант, Анверс та інші, всього понад тридцять островів. Відділений від материка протокою Жерлаш.
На острові Анверс розташована американська полярна станція «Палмер».